# طيور جديدة الشكل
الطيور الجديدة الشكل (الاسم العلمي: Neomorphinae) هي أسرة من فصيلة طائر الوقواق. وتعرف أعضاء هذه الأسرة بـ (وقواق العالم الجديد الأرضي )، ومعظمها أرضية وتسكن الأمريكتين.